# La grande sparatoria
La grande sparatoria (The Raiders) è un film del 1952 diretto da Lesley Selander.
È un film western statunitense con Richard Conte, Viveca Lindfors e Barbara Britton. Il film è conosciuto anche con i titoli Riders of Vengeance e The Riding Kid.

## Produzione
Il film, diretto da Lesley Selander su una sceneggiatura di Polly James e Lillie Hayward con il soggetto di Lyn Crost Kennedy, fu prodotto da William Alland per la Universal International Pictures.

## Distribuzione
Il film fu distribuito con il titolo The Raiders negli Stati Uniti dal novembre del 1952 al cinema dalla Universal Pictures.
Alcune delle uscite internazionali sono state:
- negli Stati Uniti il 12 dicembre 1952 (New York City)
- in Svezia il 2 marzo 1953 (Hämnaren från Sierra)
- in Finlandia il 24 aprile 1953 (Koston ratsastajat)
- in Francia il 20 agosto 1954 (L'heure de la vengeance)
- in Danimarca il 13 settembre 1954
- in Portogallo il 28 marzo 1955 (Revoltados)
- in Austria nel dicembre del 1957 (Gier nach Gold)
- in Germania Ovest il 20 dicembre 1957 (Gier nach Gold)
- in Grecia (Sfagi ston katarameno kampo)
- in Italia (La grande sparatoria)